# ريكيا موتيجي
ريكيا موتيجي (باليابانية: 茂木 力也) (مواليد 27 سبتمبر 1996)، هو لاعب كرة قدم ياباني سابق كان يلعب كمدافع.

## وصلات خارجية
- ريكيا موتيجي على موقع الاتحاد الدولي (مؤرشف)  (الإنجليزية)
- ريكيا موتيجي على موقع رابطة كرة القدم اليابانية للمحترفين (اليابانية)
- ريكيا موتيجي على موقع قاعدة بيانات كرة القدم.إي يو (الإنجليزية)
- ريكيا موتيجي على موقع Soccerway.com (الإنجليزية)
- ريكيا موتيجي على موقع عالم كرة القدم.نت (الإنجليزية)
- ريكيا موتيجي على موقع كووورة